# Mercantile Chambers

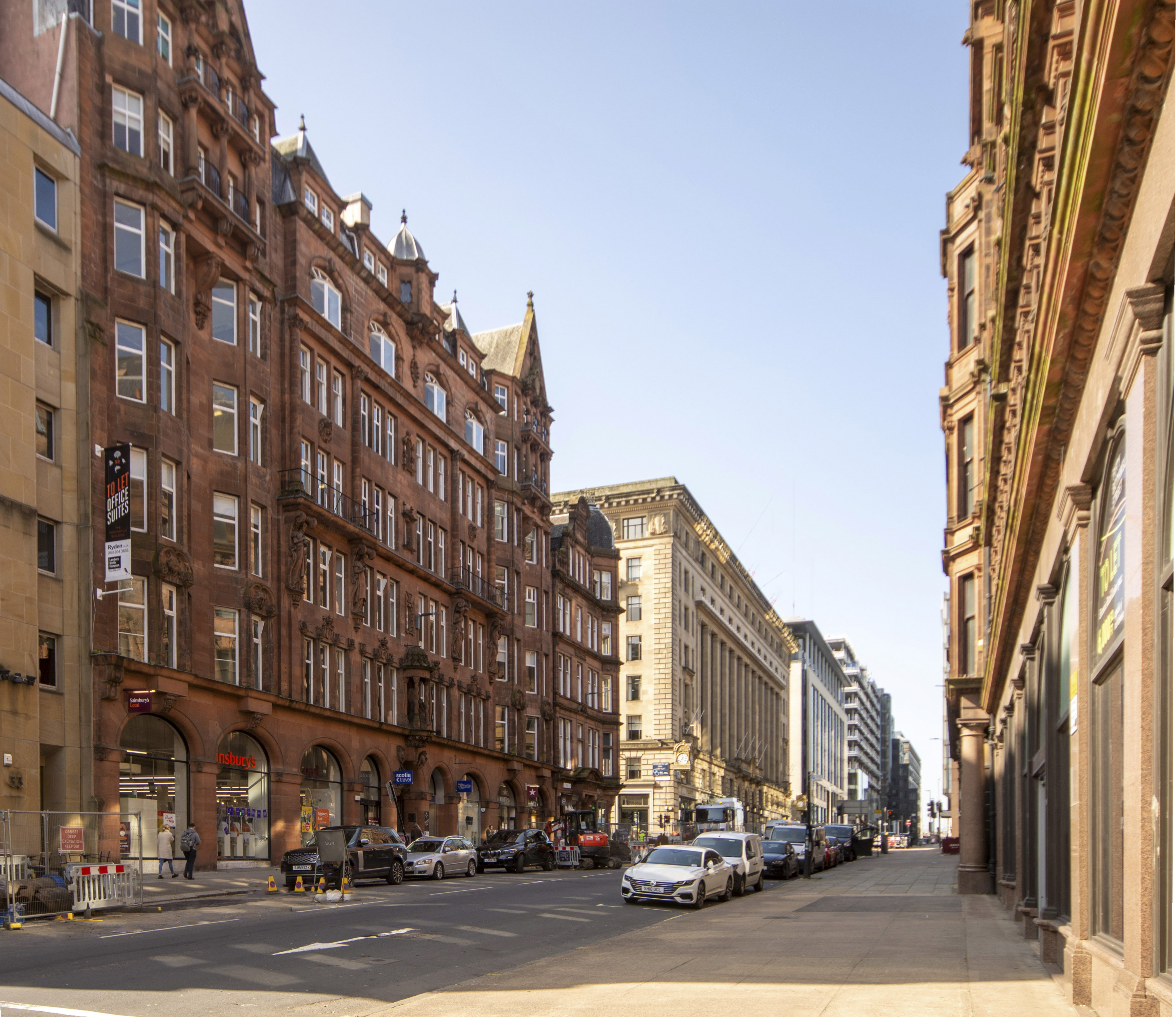
Mercantile Chambers

Die Mercantile Chambers sind ein Geschäftsgebäude in der schottischen Stadt Glasgow. 1970 wurde das Bauwerk in die schottischen Denkmallisten zunächst in der Kategorie B aufgenommen. Die Hochstufung in die höchste Denkmalkategorie A erfolgte 1988.

## Beschreibung
Das Gebäude wurde zwischen 1897 und 1901 nach einem Entwurf des schottischen Architekten James Salmon junior errichtet. Die vier Skulpturen entlang der Nordfassade schuf Francis Derwent Wood. Nach Fertigstellung wurden die Mercantile Chambers in zwei architektonischen Fachpublikationen thematisiert. Eine weitere Erwähnung folgt 1990.
Das sechsstöckige Jugendstilgebäude steht an der Bothwell Street im Zentrum Glasgows. Seine nordexponierte Frontfassade ist neun Achsen weit. Ebenerdig zieht sich eine Arkade aus Rund- und Korbbögen mit flächigen Schaufenstern und schlicht ornamentierten Kämpfern. Oberhalb des zentralen Haupteingangs tritt eine Ädikula heraus. Sie zeigt einen sitzenden Mann, der reich von Cherubimornamenten umgeben ist. Auf den äußeren Achsenpaaren ziehen sich vierstöckige abgekantete Ausluchten entlang der Fassade. Die Fenster sind verschiedentlich mit reich ornamentierten Gesimsen bekrönt. Vier Skulpturen tragen die Konsolen zweier Balkone mit schmiedeeisernen Geländern. Darüber verbinden kolossale Säulen die folgenden beiden Stockwerke. Ein Fries trägt die Inschrift „Trees grow, birds fly, fish swim, bells ring“. Auf den Zentralachsen sind die Fenster zu Drillingsfenstern gekuppelt. Die Dächer sind mit Schiefer eingedeckt. Während die Frontfassade aus poliertem Stein besteht, wurde an der Gebäuderückseite entlang der Bothwell Lane Backstein verbaut.